# Chiesa di San Sebastiano (Collinas)

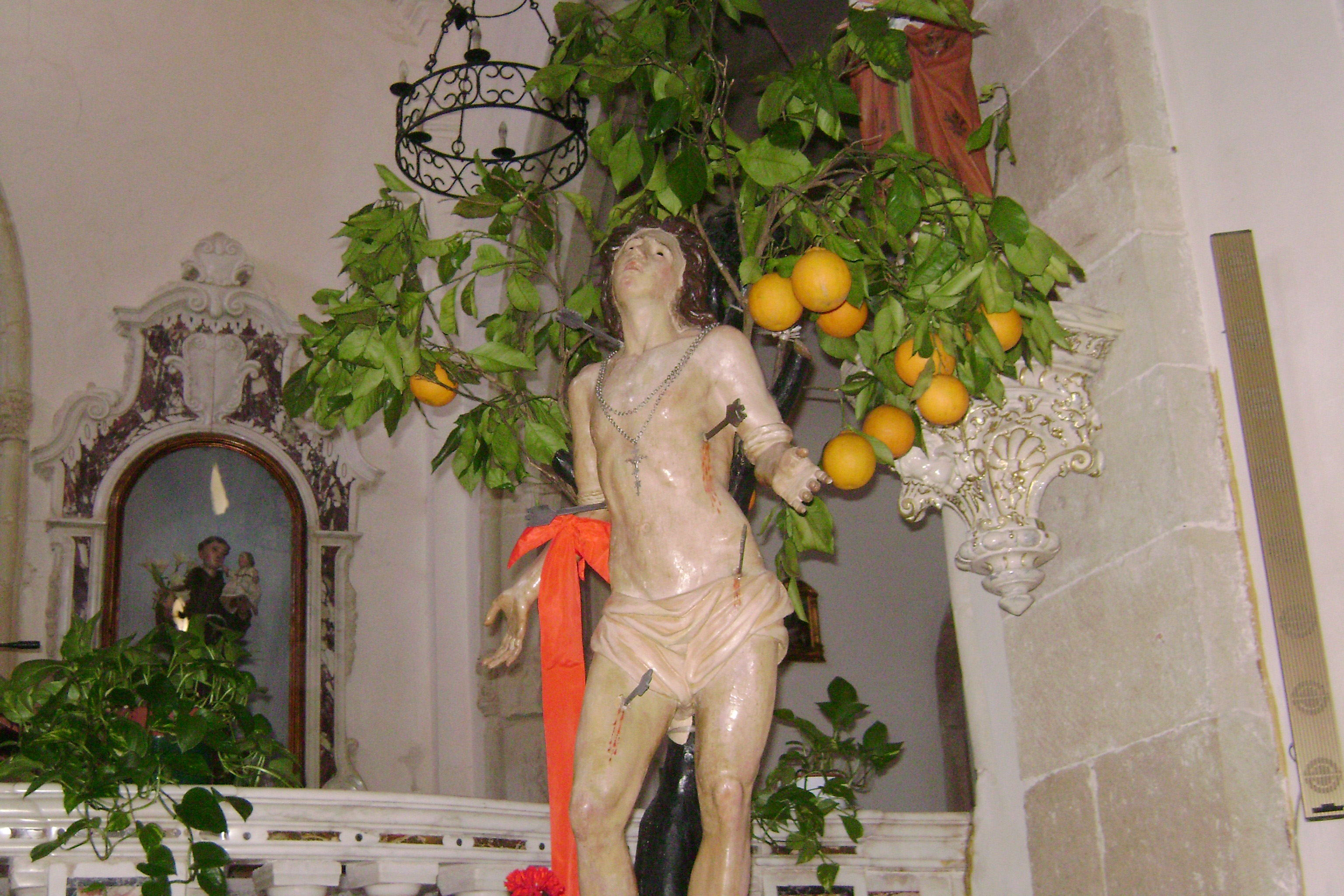
Simulacro di San Sebastiano

La chiesa di San Sebastiano è un edificio religioso situato a Collinas, centro abitato della Sardegna sud-occidentale. Consacrata al culto cattolico, fa parte della parrocchia di San Michele Arcangelo, diocesi di Ales-Terralba.
La chiesa, ubicata alla periferia del paese, venne edificata tra il  1653 e il 1657 utilizzando materiali di recupero di una chiesa preesistente. Ha navata unica e copertura a capriate in legno. La facciata, a coronamento orizzontale e priva di elementi decorativi, è arricchita solo da un piccolo rosone e da un  campaniletto a vela  che lo sovrasta.